# Kanadische Snooker-Meisterschaft
Die Canadian Open Snooker Championship ist die nationale kanadische Amateurmeisterschaft im Snooker. Sie wird jährlich von der Canadian Billiards & Snooker Association im Rahmen der Canadian Cue Sports Championships ausgetragen. Seit mindestens 1969 wird der kanadische Meister ermittelt. Rekordgewinner ist Alain Robidoux mit sieben Titelgewinnen vor Kirk Stevens, der sechsmal Meister wurde. Rekordfinalist ist Tom Finstad, der elfmal im Endspiel stand und davon dreimal gewann.

## Titelträger
Seit 1969 gab es folgende Titelträger:
| Jahr                                                | Austragungsort | Sieger            |       | Gegner           |
| --------------------------------------------------- | -------------- | ----------------- | ----- | ---------------- |
| 1969                                                | nicht bekannt  | Paul Thornley     |       |                  |
| 1970                                                | nicht bekannt  | Paul Thornley     |       |                  |
| 1971                                                | nicht bekannt  | Winnie McKinley   |       |                  |
| 1972                                                | nicht bekannt  | Cliff Thorburn    |       |                  |
| 1973                                                | Toronto        | Bill Werbeniuk    | 16:15 | Robert Paquette  |
| 1974                                                | Ottawa         | Cliff Thorburn    | 13:11 | Julien St. Denis |
| 1975                                                | Ottawa         | Cliff Thorburn    | 11:1  | Bill Werbeniuk   |
| 1976                                                | Ottawa         | Cliff Thorburn    | 9:2   | Bill Werbeniuk   |
| 1977                                                | Ottawa         | Cliff Thorburn    | 10:6  | Robert Paquette  |
| 1978                                                | Ottawa         | Kirk Stevens      | 10:6  | Robert Paquette  |
| 1979                                                | Ottawa         | Jim Wych          | 10:7  | Robert Paquette  |
| 1980                                                | Ottawa         | Jim Bear          | 9:3   | Robert Paquette  |
| 1981                                                | Ottawa         | Robert Chaperon   | 9:5   | Carey Lorraine   |
| 1982                                                | Montreal       | Brian McConnell   | 9:7   | Robert Paquette  |
| 1983                                                | Montreal       | Alain Robidoux    | 9:3   | Tom Finstad      |
| 1984                                                | Montreal       | Tom Finstad       | 9:6   | Claude Smith     |
| 1985                                                | Montreal       | Alain Robidoux    | 9:6   | Mike Sobala      |
| 1986                                                | Vancouver      | Gary Natale       | 7:4   | Larry Firth      |
| 1987                                                | Vancouver      | Alain Robidoux    | 7:1   | Jeff White       |
| 1988                                                | Halifax        | Brady Gollan      | 7:3   | John Bear        |
| 1989                                                | Halifax        | Tom Finstad       | 8:6   | Gary Natale      |
| 1990                                                | Halifax        | John White        |       | Jeff White       |
| 1991                                                | Toronto        | Ed Galati         | 8:5   | Frank Kissner    |
| 1992                                                | Saskatoon      | Chris Wood        | 8:1   | Fern Loyer       |
| 1993                                                | Saskatoon      | Daryl Wouters     | 8:6   | Tom Matsui       |
| 1994                                                | Guelph         | Kirk Clouthier    | 6:3   | John Kenyon      |
| 1995                                                | Vancouver      | Mike Sobala       | 7:3   | Gerard Morrison  |
| 1996                                                | Saskatoon      | Ben Reicker       | 8:4   | Ray Saunders     |
| 1997                                                | Saint John     | Kirk Stevens      | 6:3   | Charlie Brown    |
| 1998                                                | Halifax        | Kirk Stevens      | 7:3   | Tom Finstad      |
| 1999                                                | Saint John     | Jim Wych          | 6:4   | Tom Finstad      |
| 2000                                                | Guelph         | Kirk Stevens      | 6:3   | Robert Chaperon  |
| 2001                                                | Vaughan        | Cliff Thorburn    | 4:3   | Tom Finstad      |
| 2002                                                | Saint John     | Kirk Stevens      | 6:1   | Cliff Thorburn   |
| 2003                                                | Halifax        | Alain Robidoux    | 6:2   | Cliff Thorburn   |
| 2004                                                | Montreal       | Alain Robidoux    | 6:2   | Tom Finstad      |
| 2005                                                | Montreal       | Tom Finstad       | 6:4   | John White       |
| 2006                                                | Markham        | Alain Robidoux    | 6:2   | John White       |
| 2007                                                | Ottawa         | Floyd Ziegler     | 6:0   | Tom Finstad      |
| 2008                                                | Toronto        | Kirk Stevens      | 6:2   | Tom Finstad      |
| 2009                                                | Toronto        | Alain Robidoux    | 6:1   | John White       |
| 2010                                                | Toronto        | Floyd Ziegler     | 6:3   | Fern Loyer       |
| 2011                                                | Toronto        | Alex Pagulayan    | 6:0   | Floyd Ziegler    |
| 2012                                                | Toronto        | Alex Pagulayan    | 6:3   | Tom Finstad      |
| 2013                                                | Toronto        | Floyd Ziegler     | 6:2   | Jason Williams   |
| 2014                                                | Toronto        | Alan Whitfield    | 6:1   | Floyd Ziegler    |
| 2015                                                | Toronto        | John White        | 6:5   | Floyd Ziegler    |
| 2016                                                | Saint-Lambert  | Rodney Cuillerier | 7:4   | Floyd Ziegler    |
| 2017                                                | Toronto        | John White        | 7:5   | Fern Loyer       |
| 2018                                                | Toronto        | Brady Gollan      | 6:4   | Alan Whitfield   |
| 2019                                                | Toronto        | Bob Chaperon      | 6:5   | Lobsang Lama     |
| 2020 und 2021: keine Austragung (COVID-19-Pandemie) |                |                   |       |                  |
| 2022                                                | Toronto        | Vito Puopolo      | 5:3   | Alan Whitfield   |
| 2023                                                | Markham        | Jason Williams    | 5:1   | Floyd Ziegler    |
| 2024                                                | Saint-Lambert  | Wei Gao           | 5:2   | Derrick Claus    |
| 2025                                                | Toronto        | Sahil Nayyar      | 5:3   | Alan Whitfield   |